# ارنست توب
ارنست توب (انگلیسی: Ernest Tubb؛ ۹ فوریهٔ ۱۹۱۴ – ۶ سپتامبر ۱۹۸۴) یک موسیقی‌دان اهل ایالات متحده آمریکا بود. وی بین سال‌های ۱۹۳۶ تا ۱۹۸۲ میلادی فعالیت می‌کرد.